# غريغوري ريغتيرز
غريغوري ريغتيرز هو لاعب كرة قدم سورينامي في مركز الهجوم، ولد في 26 فبراير 1985 في سورينام، وتوفي بنفس المكان في 4 ديسمبر 2017 بسبب حادث مرور. شارك مع منتخب سورينام لكرة القدم. أما مع النوادي، فقد لعب مع S.V. Voorwaarts ‏.

## وصلات خارجية
- غريغوري ريغتيرز على موقع قاعدة بيانات كرة القدم.إي يو (الإنجليزية)
- غريغوري ريغتيرز على موقع ناشيونال فوتبول تيمز (الإنجليزية)